# Fakultet elektrotehnike, računarstva i informacijskih tehnologija u Osijeku
Fakultet elektrotehnike, računarstva i informacijskih tehnologija u Osijeku visoko je učilište u sastavu Sveučilišta Josipa Jurja Strossmayera u Osijeku.

## Povijest
Godine 1978. u Osijeku je počeo djelovati Studij elektrostrojarstva, kao interfakultetski studij za obrazovanje kadrova elektrostrojarskog usmjerenja više stručne spreme. Zbog nedostatka prostora, nastava se u prvoj akademskoj godini odvijala na više mjesta u gradu: u Društvenom domu OLT-a, Elektroslavoniji te u prostorijama Pravnog fakulteta. Kasnije je studij preselio u prostore Elektrometalskog školskog centra i nabavio vlastitu laboratorijsku opremu, a početkom 1981. postao je dijelom Elektrometalskog školskog centra kao osnovna organizacija udruženog rada. Iste godine postao je samostalnom visokoškolskom ustanovom.
Godine 1987. Studij je, unatoč materijalnim i statusnim poteškoćama, upisan u registar znanstveno-istraživačkih organizacija, a sljedeće je godine preimenovan u Studij elektrotehnike. Pod novim je imenom pokrenut i nov program obrazovanja inženjera elektrotehnike i elektronike, a istodobno je napušten stari program elektrostrojarstva. S obzirom na veći broj novozaposlenih profesora i asistenata, kao i na hrvatski zajednički nastavni plan i program obrazovanja inženjera elektrotehnike, započele su pripreme za prerastanje studija u fakultet.
Godine 1990. studij je prerastao u Elektrotehnički fakultet. Nadolazeći Domovinski rat usporio je razvoj fakulteta jer je zbog velikosrpske agresije poginulo nekoliko asistenata i studenata fakulteta, a zgrada i oprema su oštećeni. Poslije završetka rata, prostori su obnovljeni vlastitim sredstvima fakulteta, sredstvima Ministarstva znanosti Republike Hrvatske kao i sredstvima inozemnih znanstvenih ustanova. Od 1992. do 1995. izrađena je projektna dokumentacija za nadogradnju trećeg kata u zgradi na prostoru EMŠC-a, u Trpimirovoj ulici. Nadogradnja, koja je započela 1996., a prekinuta je 1998. zbog financijskih poteškoća, konačno je dovršena 2002. Dana 20. prosinca te godine je, u nazočnosti brojnih osoba iz akademskog, vjerskog i političkog života, svečano otvorena obnovljena i nadograđena zgrada.
Godine 2003. završena je izrada novih nastavnih planova i programa za sveučilišne i stručne studije, koji obuhvaćaju sva područja elektrotehnike i računarstva. Akademske godine 2004./05. nastavni planovi i programi usklađeni su s Bolonjskom deklaracijom, koja se počela primjenjivati od akademske godine 2005./06. Godine 2006. fakultet je od Sveučilišta na korištenje dobio zgradu u sveučilišnom kampusu, čije je uređenje dovršeno 2009., pa se nastava od tada, osim u glavnoj zgradi u Trpimirovoj, održava i ondje. Dana 8. ožujka 2016. na sjednici Senata Sveučilišta Josipa Jurja Strossmayera u Osijeku prihvaćena je promjena imena u Fakultet elektrotehnike, računarstva i informacijskih tehnologija.

## Ustrojstvo
- Zavod za elektroenergetiku
  - Katedra za elektroenergetske mreže i postrojenja
  - Katedra za elektrane i energetske procese
  - Laboratorij za elektromagnetsku kompatibilnost
- Zavod za elektrostrojarstvo
  - Katedra za osnove elektrotehnike i mjeriteljstvo
  - Katedra za električne strojeve i energetsku elektroniku
  - Laboratorij za električne strojeve i hibridne pogonske sustave
- Zavod za komunikacije
  - Katedra za radiokomunikacije i telekomunikacije
  - Katedra za elektroniku i mikroelektroniku
  - Laboratorij za visokofrekvencijska mjerenja
- Zavod za programsko inženjerstvo
  - Katedra za programske jezike i sustave
  - Katedra za vizualno računarstvo
- Zavod za računalno inženjerstvo i automatiku
  - Katedra za računalno inženjerstvo
  - Katedra za automatiku i robotiku
- Zavod za zajedničke predmete
  - Katedra za matematiku i fiziku
  - Katedra za strojarstvo i strane jezike

## Vanjske poveznice
- Službene stranice